# José María Escalier
José María Escalier (Sucre, Bolivia; 1 de julio de 1862-La Paz, Bolivia; 15 de agosto de 1934) fue un médico, político y diplomático boliviano. Fue ministro de Asuntos Exteriores (1910-1911 y 1920-1921), candidato a la presidencia en 1917 y miembro de la Junta de Gobierno de Transición de 1920.

## Biografía

### Formación académica
Perteneciente a una acaudalada familia de Sucre, pasó a Buenos Aires a cursar estudios superiores. En 1885 se recibió como médico con su tesis sobre «La fiebre tifoidea en Buenos Aires».

### Enviado especial en Argentina (1909)
En 1909, ya asimilado al servicio diplomático, fue acreditado en Buenos Aires como Enviado Especial para gestionar los últimos trámites en lo referente al laudo arbitral que el presidente de Argentina José Figueroa Alcorta estaba próximo a expedir sobre el litigio fronterizo que sostenían el Perú y Bolivia. El laudo, dado el 9 de julio de 1909, no dio toda la razón al Perú, ni tampoco a Bolivia, sino que era de equidad, más que de estricto derecho. El Perú aceptó el laudo, pero no ocurrió lo mismo con Bolivia, que se rebeló contra el mismo, aduciendo que le perjudicaba. Se produjo en La Paz y en otras ciudades bolivianas manifestaciones en contra del Perú y la Argentina. Tanto el Perú como Bolivia movilizaron sus ejércitos a la frontera común, pero la guerra no estalló pues ambos países entraron en conversaciones amistosas para modificar el laudo del árbitro, firmándose finalmente el Tratado Polo-Bustamante, en La Paz, el 17 de septiembre de 1909.
El rechazo al fallo por parte de Bolivia originó también que La Paz y Buenos Aires rompieran sus relaciones diplomáticas, que se concretó con la renuncia de Escalier a su cargo diplomático. Una consecuencia de esta situación fue que Bolivia no concurriera a la Cuarta Conferencia Panamericana celebrada en Buenos Aires en 1910. Las relaciones entre ambas naciones se restablecieron en 1911.

### Canciller de Bolivia (1910-1911)
Durante el gobierno de Eliodoro Villazón, Escalier fue nombrado ministro de Relaciones Exteriores, cargo que ocupó de 1910 a 1911.

### Dirigente del Partido Republicano
Escalier participó activamente en la política interna de su país. Junto con Bautista Saavedra Mallea, Daniel Salamanca y otros políticos militantes hasta entonces del Partido Liberal (que desde 1899 hegemonizaba el poder en Bolivia), fundó el partido Unión Republicana en 1915. La lucha política entre liberales y republicanos se hizo encarnizada. Escalier presentó su candidatura a la presidencia de la República en 1917, perdiendo las elecciones ante el candidato liberal José Gutiérrez Guerra, con una diferencia de votos abrumadora.

### Miembro de la Junta de Gobierno y Canciller de Bolivia (1920-1921)
Los republicanos, encabezados por Bautista Saavedra, tuvieron activa participación en el golpe de Estado de 1920 que derribó al presidente Gutiérrez Guerra. El 12 de julio de 1920 se instaló la Junta de Gobierno de Transición, presidida por Saavedra y de la que fueron miembros José María Escalier y José Manuel Ramírez. Daniel Salamanca, otra prominente figura del Partido Republicano, fue excluido en circunstancias nada claras.
Esta Junta cerró dos décadas de gobierno liberal ininterrumpido, que había desgastado a uno de los partidos más importantes de Bolivia, como era el Partido Liberal. Escalier se encargó también, por segunda vez, del Ministerio de Relaciones Exteriores, ocasión en la que promovió la apertura de un diálogo sincero y serio con Chile en lo referente a la demanda marítima boliviana.
Sin abandonar la Junta, Escalier organizó el Partido Republicano Genuino y se alió con Salamanca, pasando en la práctica a la oposición. Esta división tomó también un carácter de disputa regional, ya que el sur del país apoyaba a Escalier, Cochabamba a Salamanca y La Paz a Saavedra.
La labor principal de la Junta era convocar a una Convención Nacional o Asamblea Constituyente, la que inició sus sesiones el 19 de diciembre de 1920. La mayoría de sus miembros eran partidarios de Saavedra. Este propuso que los convencionales o diputados eligieran al Presidente de la República, planteamiento al que se opusieron Escalier y Ramírez. Ambos, ante la actitud intransigente de Saavedra, abandonaron la Junta de Gobierno.
El 26 de enero de 1921 se realizó en la Asamblea la elección del Presidente de Bolivia. La oposición se retiró del hemiciclo, pues consideró que la votación estaba arreglada. Saavedra resultó elegido Presidente con 47 votos a favor y uno en contra.

### Últimos años
Tras su paso por la Junta de 1920, Escalier reanudó su actividad diplomática. En 1927 fue convocado por el presidente Hernando Siles Reyes para presidir la delegación boliviana en la Conferencia de Límites con el Paraguay desarrollada en Buenos Aires. Estas negociaciones fracasaron y el problema fronterizo se agravó, estallando posteriormente la guerra del Chaco. En 1930 pasó a Argentina como Encargado de Negocios. En el ejercicio de esta función falleció el 15 de agosto de 1934.

## Publicaciones
Publicó importantes obras de medicina, así como otras de tema diplomático y político:
- Quistes idatídicos del cerebro
- Endocarditis infecciosas
- Climatoterapia de la tuberculosis en la República Argentina
- Pagina futura de nuestra historia (1916)
- Cartas intercambiadas entre Escalier y el Gral. Montes

En torno al reclamo marítimo boliviano, Escalier expresó lo siguiente:

Mis ideas a este respecto son claras y muy definidas; tales como las he expresado desde el primer momento. Bolivia no tiene sino un derecho en el Pacífico que es el de su Litoral violentamente arrebatado por Chile. Nadie podrá discutir razonablemente este derecho, pues el departamento de Cobija, desde el Paposo hasta el Loa, es patrimonio histórico de Bolivia. Pero aún dejando de lado este derecho tradicional y sin insistir en este último tratado celebrado en condiciones de paz con Chile, el de 1864 debe ser el que marque los límites de ambas naciones. Lo ocurrido después es efecto de la fuerza…
José María Escalier, 1919.

## Homenajes
En 1958 se creó la provincia José María Escalier en el departamento de Potosí, fronterizo con Argentina, con capital en Villazón. Posteriormente, cambió su nombre por el de Provincia de Modesto Omiste.